# Daleville (Alabama)
La ville américaine de Daleville est située dans le comté de Dale, dans l’État de l’Alabama. Lors du recensement de 2010, sa population s’élevait à 5 295 habitants.

## Histoire
Daleville, fondée vers 1830 sous le nom de Dale’s Court House, était le siège du comté de Dale jusqu’à ce que le comté de Coffee s’en sépare en 1841, date à laquelle le siège du comté est transféré à Newton puis à Ozark, où il se trouve encore.

## Démographie
| 1960 | 1970  | 1980  | 1990  | 2000  | 2010  | - | - |
| ---- | ----- | ----- | ----- | ----- | ----- | - | - |
| 693  | 5 182 | 4 250 | 5 117 | 4 653 | 5 295 | - | - |

## Source
- (en) Cet article est partiellement ou en totalité issu de l’article de Wikipédia en anglais intitulé « Daleville, Alabama » (voir la liste des auteurs).